# Fryderyk II Hohenzollern (biskup Augsburga)
Fryderyk II Hohenzollern (von Zollern) (ur. 1451, zm. 8 marca 1505 w Dillingen an der Donau) – biskup Augsburga w latach 1486–1505.
Był najstarszym synem Jobsta Nikolausa Hohenzollerna i Agnieszki von Werdenberg - siostry Hugona XI grafa von Werdenberg i Johanna II biskupa Augsburga. Tron biskupi objął więc po swoim wuju.
Pełnił funkcje kanonika w Konstancji i Strasburgu. Studiował we Fryburgu Bryzgowijskim i Erfurcie, gdzie w 1470 został wybrany rektorem. W 1477 został rektorem Fryburgu Bryzgowijskim, gdzie poznał Johanna Geilera von Kaysersberg. Po śmierci swojego wuja, dzięki wsparciu Habsburgów został wybrany biskupem Augsburga.
Zaraz po wyborze zwołał synod w Dillingen. Ściągnął również von Kaysersberga, którego mianował kaznodzieją w augsburskiej katedrze. Fryderyk często wizytował klasztory i wspierał reformę reguły benedyktyńskiej. W 1500 została też poświęcona bazylika Św. Ulryka. Powiększył domenę biskupią, nabywając nowe ziemie.
Angażował się w sprawy polityczne. W 1497 przystąpił do Związku Szwabskiego. Wspierał cesarza Maksymiliana w walkach ze Szwajcarami.
Zmarł w wieku 54 lat. Na tronie biskupim zasiadał lat 19. Jego następcą został Henryk IV von Lichtenau.